# Dinocheirus venustus
Espèce
Dinocheirus venustus est une espèce de pseudoscorpions de la famille des Chernetidae.

## Distribution
Cette espèce est endémique des États-Unis. Elle se rencontre au Kansas, au Missouri et au Texas.

## Habitat
Elle a été observée dans le terrier de Neotoma sp. et dans des grottes.

## Description
Les mâles mesurent de 2,40 à 2,85 mm et les femelles de 2,62 à 2,98 mm.

## Publication originale
- Hoff & Clawson, 1952 : Pseudoscorpions from rodent nests. American Museum Novitates, no 1585, p. 1-38 (texte intégral).